# ميريام فان ووترز
ميريام فان ووترز (4 أكتوبر 1887-17 يناير 1974) ناشطة أمريكية في إصلاح السجون، نشطت خلال الفترة بين أوائل القرن العشرين ومنتصفه. تأثرت أساليبها بتربيتها باعتبارها تتبع الكنيسة الأسقفية وانخرطت في حركة الإنجيل الاجتماعي. كانت أخصائية في علم العقاب، وعملت خلال مسيرتها المهنية التي امتدت من عام 1914 حتى عام 1957، كمديرة لثلاثة سجون: دار احتجاز فرايزر للأولاد والبنات في بورتلاند بولاية أوريغون، وسجن أحداث الفتيات في مقاطعة لوس أنجلوس، ومؤسسة ماساتشوستس الإصلاحية في فرامنغهام، والتي سميت فيما بعد إصلاحية ماساتشوستس للنساء.
أنشأت خلال تواجدها في كاليفورنيا مدرسة إل ريتيرو الإصلاحية التجريبية، للفتيات من سن 14 إلى 19 عامًا. طورت فان ووترز لكل حالة، برامجًا تعتمد التعليم والعمل والترفيه والحس المجتمعي بدلًا من الحبس والعقاب لوحدهما.
ولدت في ولاية بنسلفانيا، ونشأت في بورتلاند بعد أن قبل والدها- وهو قس ومناصر لحركة الإنجيل الاجتماعي- منصبًا هناك ككاهن لكنيسة القديس ديفيد الأسقفية. لعبت دور الأم في أسرتها، كونها الابنة الكبرى لأم مريضة، وبشكل مشابه عندما عملت مشرفةً على النساء والأطفال المساجين. التحقت فان ووترز بجامعة أوريغون بعد تخرجها من المدرسة الثانوية، وتخصصت بدايةً في الفلسفة، وتخرجت عام 1910 بدرجة الماجستير في علم النفس. أكملت درجة الدكتوراه في الأنثروبولوجيا بعد ثلاث سنوات في جامعة كلارك في ورسستر في ماساتشوستس.
اجتذبت مهاراتها الخطابية، والطريقة الحازمة والكاريزما التي تمتعت بهما، اهتمامًا وطنيًا ومحليًا بأساليبها، كما تلقت دعمًا ماليًا من قبل متبرعين- مثل إيثيل ستورجس دومر- ساعدوا في دفع رسوم إل ريتيرو وثمن الإجازات من الواجبات الإشرافية من أجل التفرغ للعمل على كتابين هما الشباب في الصراع (1925) وآباء تحت التجربة (1927). دعمها جيرالدين مورغان تومسون معنويًا وماليًا منذ منتصف عشرينيات القرن العشرين وحتى وفاته في عام 1967. أُعجبت بها السيدة الأولى إليانور روزفلت، وكذلك أستاذ القانون بجامعة هارفارد فيليكس فرانكفورتر والذي أصبح بعدها قاضيًا في المحكمة العليا، وغيرهم من المعجبين والأنصار السياسيين، لكن أساليبها أثارت حفيظة المعارضين الذين اعتبروها متساهلة وغير فعالة.
أدت المعارضة في لوس أنجلوس إلى رحيلها من كاليفورنيا في عام 1932، وإلى جلسات استماع حظيت بتغطية إعلامية كبيرة في ماساتشوستس بعد طردها من عملها كمشرفة على فرامنغهام في يناير 1949. لكنها استأنفت عملها في مارس، واستمرت في إدارة الإصلاحية حتى عام 1957. بقيت بعد تقاعدها في بلدة فرامنغهام، وعاشت في منزل يركز على المرأة- كما فعلت معظم حياتها- حتى وفاتها في عام 1974.

## النشأة
ولدت ميريام فان ووترز في غرينسبورج بولاية بنسلفانيا في عام 1887. ينتمي والداها، جورج براون فان ووترز (1865-1934) ومود فوسبرغ فان ووترز (1866-1948) إلى عائلات الطبقة المتوسطة، فوالدها من رنسلار فالس بولاية نيويورك، ووالدتها من دوبويس بولاية بنسلفانيا. التحق جورج بعد دراسته في كلية أوبرلين، ببيكسلي هال، وهي معهد لاهوتي أسقفي، وحصل منها على بكالوريوس في اللاهوت في عام 1883. وفي عام 1884، التقى جورج بمود في دوبويس حيث شغل أول منصب له كرجل دين، وتزوجا. ولدت ابنتهما الأولى راشيل عام 1885، وهو العام الذي انتقلت فيه العائلة إلى غرينسبورج. توفيت راشيل هناك في الثانية من عمرها، وولدت ميريام في نفس العام. انتقلت العائلة مرة أخرى في عام 1891 إلى بورتلاند في أوريغون، حيث عُيّن جورج كاهنًا لكنيسة القديس ديفيد الأسقفية.
ساعدت ميريام منذ عام 1896 - بصفتها الابنة الكبرى- والدتها في التدبير المنزلي ورعاية الأشقاء الأصغر سنًا، روث وريبيكا وجورج، وكذلك الشقيق الأصغر رالف، عندما ولد في عام 1905. اعتادت ميريام أن ترعى الأسرة، في فترات رجوع والدتها إلى ساحل أوريغون أو منزل والديها في بنسلفانيا بسبب تدهور صحتها.
تأثرت ميريام خلال سنوات نشأتها، بحب والدها للكتب والمنح الدراسية، ومشاركته في حركة الإنجيل الاجتماعي، واستخدامه منزل الرعية كدار للإقامة المفتوحة للجميع. التحقت بمدرسة سانت هيلين، وهي مدرسة أسقفية للبنات، لإكمال تعليمها الثانوي، وتخرجت في عام 1904. وبقيت في سانت هيلين لعام آخر كطالبة دراسات ما بعد التخرج، وغادرت بورتلاند إلى جامعة أوريغون في يوجين في عام 1905.

### الدراسة الجامعية 1905-1913
ضمت الجامعة التي ارتادتها والتي تقع على بعد حوالي 150 ميلًا (240 كم) جنوب بورتلاند، حوالي 500 مسجّل فقط. برعت فان ووترز أكاديمياً وتخصصت في الفلسفة، وركزت على الدورات المتعلقة بالأفكار التقدمية والنسوية والخدمة العامة والسياسة. حملت أطروحة تخرجها عنوان «علاقة المادية الفلسفية بالراديكالية الاجتماعية». عملت في لجان الطلاب، وانضمت إلى فريق المناظرة النسائي، وأصبحت رئيسة تحرير مجلة أوريغون مونثلي، وهي مجلة أدبية في الحرم الجامعي. تخصصت كطالبة دراسات عليا في علم النفس وكانت مساعدة التدريس لأحد أساتذتها، هنري دي شيلدون. ركزت أطروحة الماجستير على المادية الفلسفية والتقدم الاجتماعي.
حصلت في عام 1910، على زمالة في جامعة كلارك في ورسستر في ماساتشوستس، لمتابعة الدكتوراه في علم النفس تحت إشراف المتخصص في علم نفس الطفل وتعليمه غرانفيل ستانلي هال. أُعجبت فان ووترز بفكر هال واستخدامه للبيانات الكمية، لكنها رفضت تركيزه على الجينات كالعنصر الأكثر جدارة بالدراسة في علم نفس المراهقين. فضلت النهج التدخلي للمصلحين الاجتماعيين، وخاصة نهج جين أدامز، في حياة المراهقين المضطربين. وفي عامها الثالث في كلارك، غيرت مشرفها من هال إلى عالم الأنثروبولوجيا ألكسندر تشامبرلين، والذي فضل التفسيرات الثقافية بدلًا من التفسيرات الجينية لسلوك المراهقين.
تأثرت أطروحتها «الفتاة المراهقة من بين البدائيين» بدراسات تشامبرلين العابرة للثقافات وتحقيقاتها الشخصية بخصوص جنوح الأحداث في بوسطن وفي مسقط رأسها بورتلاند. تخرجت من كلارك عام 1913 بدرجة دكتوراه في الأنثروبولوجيا.